# Horst Sachs
Horst Sachs (27 mars 1927 - 25 avril 2016) est un mathématicien allemand, expert en théorie des graphes, récipiendaire de la médaille Euler (2000).

## Biographie
Il obtient le diplôme de docteur en sciences (Dr. rer. Nat.) de l'Université Martin-Luther de Halle-Wittemberg en 1958. Après sa retraite en 1992, il est professeur émérite à l'Institut de mathématiques de la Technische Universität Ilmenau.
Son livre encyclopédique sur la théorie des graphes spectraux, Spectra of Graphs. Theory and Applications (avec Dragos Cvetković et Michael Doob) connait plusieurs éditions et est traduit en plusieurs langues,,,,.
Deux théorèmes de la théorie des graphes portent son nom. L'un d'eux relie les coefficients du polynôme caractéristique d'un graphe à certaines caractéristiques structurelles du graphe. Une autre est une relation simple entre les polynômes caractéristiques d'un graphe et son graphe linéaire. Les sous- graphes de Sachs portent également le nom de Sachs.